# آی‌ان‌اس وینش (کی۴۷)
آی‌ان‌اس وینش (کی۴۷) (به انگلیسی: INS Vinash (K47)) یک کشتی است که طول آن ۵۶ متر (۱۸۴ فوت) می‌باشد.